# Masacre de Cefalonia

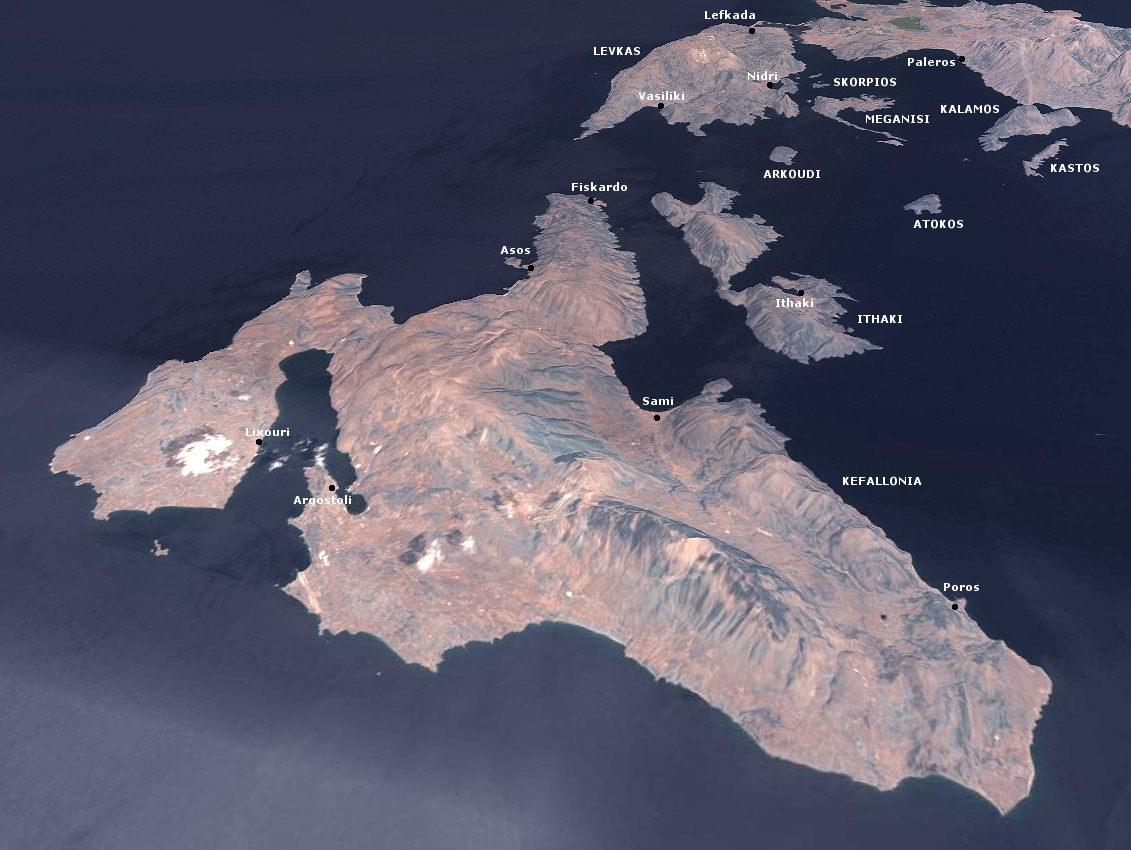
Vista aérea de Cefalonia.

La masacre de Cefalonia (en italiano: eccidio di Cefalonia), también conocida como masacre de la División Acqui, fue la ejecución en masa de soldados y oficiales italianos de la 33.ª división Acqui por los ocupantes alemanes en la isla griega de Cefalonia, justo después de la firma del armisticio de 1943 entre los aliados e Italia durante la Segunda Guerra Mundial. Cerca de 5000 hombres murieron fusilados y otros fueron ahogados o exterminados de diverso modo. Este sangriento episodio sirvió de trasfondo histórico a la novela, después llevada al cine, La mandolina del capitán Corelli de John Madden. La masacre de Cefalonia fue una de las matanzas más cruentas de prisioneros de guerra, y una de la más graves atrocidades cometidas por tropas alemanas de la Wehrmacht (concretamente, la 1. Gebirgs-Division), en vez de las SS.

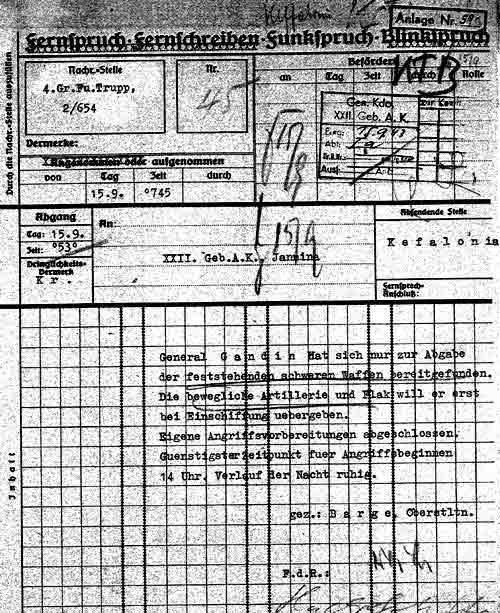
Comunicado de prensa

## Historia

### Contexto
La 4ª División Acqui era, desde 1943, la guarnición italiana en las islas de Cefalonia y Corfú, formada por 11.500 soldados y 525 oficiales. Estaba compuesta por dos regimientos de infantería (el 17º y 317º), el 33º regimiento de artillería, los 27º y 19º batallones de camisas negras, y varias unidades de apoyo. Además, el 18º regimiento fue destacado en Corfú para reforzar a la guarnición. La Acqui tenía baterías de artíllería costera, varios barcos torpederos y dos aviones. Desde el 18 de junio de 1943, estaba comandada por Antonio Gandin, General de 52 años veterano del frente ruso, en donde fue condecorado por los alemanes con la Cruz de Hierro.